# صفحات خادم جافا
صفحات خادم جافا هي تقانة مبنية على لغة الجافا تطور من قبل شركة صن ميكروسيستيمز تستخدم لبناء صفحات الإنترنت الدينامكية وتتميز بأنها تحمل كافة ميزات الجافا مثل خاصية العمل على انظمة تشغيل مختلفة والقدرة على الاتصال بين عدة مخدمات ذات انظمة تشغيل مختلفة للحصول على المعلومات. قامت شركة صن بتطوير هذه اللغة لتمكين لفة الجافا في مجال الخوادم. الهدف من تكنولوجيا صفحات خادم جافا هو جعل محتويات الصفحات متغيرة من السيرفر. هذا المحتوى قد يكون أتش تي أم أل أو (XUL) أو (WAP) أو أي محتوى أخر.

## دورة حياة ال صفحات خادم جافا
1. في أول طلب للصفحة بيقوم ال (Web Container) بتحويل الصفحة إلى (Servlet).
2. يتم تنفيذ ال _jspInit() في بداية دورة الحياة لمرة واحدة فقط.
3. يتم تنفيذ ال _jspService()عند كل طلب للصفحة.
4. يتم تنفيذ ال _jspDestroy() في نهاية حياة.

## مواضيع متعلقة
- صفحات خادم نشطة
- بي إتش بي
- سيرفلت